# Route 148 (Ontario)
Pour les articles homonymes, voir Route 148.
La route 148 est une route provinciale de l'Ontario qui constitue la suite de la route 148 au Québec. Desservant la région de Pembroke, elle possède une longueur de 7 kilomètres.

## Tracé
La 148 débute dans le centre-ville de Pembroke, au terminus nord de la route 41. Nommée Pembroke St., la route 148 se dirige vers le sud-est en suivant la rive sud du lac aux Allumettes, une branche de la rivière des Outaouais. À Pleasant View, elle bifurque vers le nord-est pour traverser le lac et passer sur l'île Cotnam avant de traverser la frontière Québec-Ontario, entre l'île Cotnam (ON) et l'île Morrison (QC). 
La 148 en Ontario se poursuit en route 148 au Québec, en direction de Shawville et de Gatineau. 

## Intersections
| Route 148 |                                                                                         |     |                                               |                                               |
| District  | Ville                                                                                   | km  | Intersection/Destinations                     | Notes                                         |
| Renfrew   | Pembroke                                                                                | 0   | R-41 sud, Eganville, North Bay, Peterborough  | Début de la 148                               |
| Renfrew   | Pleasant View                                                                           | 3.5 | Route locale 29 sud, Pembroke                 |                                               |
| Renfrew   | Pleasant View                                                                           | 5   | Route locale 40 sud, Cobden, Arnprior, Ottawa | La 148 traverse ensuite le lac aux Allumettes |
| Renfrew   | frontière Québec-Ontario; continue en tant que Route 148 est vers Shawville et Gatineau |     |                                               |                                               |